# Cascade de Faymont
La cascade de Faymont est une chute d'eau du massif des Vosges située sur la commune du Val-d'Ajol.

## Géographie
Accessible par une voirie communale, la cascade se trouve à l'Est du village de Faymont dans le bois du Chanot Arrou, sur un ruisseau affluent en rive droite de la Combeauté.

## Protection
C'est un site naturel classé depuis 1910.